# Liste der Sioux-Stämme
In der Liste der Sioux-Stämme sind die unter der Bezeichnung Sioux zusammengefassten Stämme aufgeführt. Die Selbstbezeichnung ist Nation statt Stämme.

## First Nations der Sioux
Die Sioux unterteilten sich in drei Dialekt- oder Stammesgruppen, den Dakota, Nakota / Nakoda und Lakota (‘Verbündete’, ‘Freunde’) (von Ost nach West), die sich wiederum in mehrere Gruppen unterteilten. Die wichtigste soziale und wirtschaftliche Einheit bildete die Großfamilie oder Tiyospaye (ti – ‘dwelling’, ospaye – ‘a small part of the whole’, engl. extended family), die aus vier bis sieben kleineren Familiensiedlungen oder Tiwahe (engl. family camps, family clusters) bestanden. Meistens zogen die einzelnen Tiwahe unabhängig voneinander über die Plains, um auf die Jagd zu gehen oder Wildpflanzen, Beeren und Wurzeln zu sammeln. Zu religiösen Zeremonien, Tänzen, Kriegszügen oder um eine große Bisonjagd zu unternehmen, kamen die Tiwahe wieder zusammen, und kooperierten als Tiyospaye. Mehrere Tiyospaye (meistens vier bis sieben) bildeten eine Gruppe oder Ospaye (engl. band), die sich mit den anderen Ospaye während des Sun Dance als Stamm versammelten und gemeinsam als Einheit die Zeremonien durchführten.
Dakota (oft zusammenfassend als Santee bezeichnet, von Isáŋyáthi – ‘Knife Makers’, Östliche Dakota)
- Santee
  - Mdewakanton (von  Bdewákhathuŋwaŋ – ‘Dwellers of the Spirit Lake’)[4][5]
    - Kiyuska (‘violators of custom’, ‘rule breakers’, da sie endogam innerhalb der Gruppe heirateten, um ihre Blutlinie rein zu halten)
    - Kaposia oder Kapozha
    - Pinisha
    - Reyata otonwa
    - Matantonwan
      - Kheyataotonwe
      - Taoapa

    - Wakpaatonwedan
      - Oyateshicha
      - Titonwan oder Tintaotonwe

    - Ohanhanska
    - Tacanhpisapa
    - Anoginajin
    - Khemnichan
    - Magayuteshni
    - Mahpiyamaza
    - Mahpiyawichasta
    - Khemnichan

  - Wahpekute (von Waȟpékhute – ‘Shooters Among the Trees’, nomadisierende Gruppe, daher fehlt der Namenszusatz thuŋwaŋ oder towan – ‘Dorf’, ‘Siedler’)[6]
    - Inyan ceyaka atonwan (‘Village at the Rapid’)
    - Takapsicaotonwan (‘Those who swell at the Shinny-ground’)
    - Wiyaka otina (‘Dwellers on the Sand’)
    - Otehi otonwe (‘Village on the Thicket’)
    - Wita otina (‘Dwellers in the Island’)
    - Wakpa otonwe (‘Village on the River’)
    - Can Kaga otina (‘Dwellers in Log’)
- Sisseton[7]
  - Sisseton (von Sisíthuŋwaŋ – ‘Dwellers in the Swamps’, ‘Fish Ground Dwellers’, ‘Marsh Dwellers’)[8]
    - Wita waziyata otina (‘Dwellers of the Northern Island’)
    - Ohdihe
    - Basdece sni (‘Those who do not split the backbone of the buffalo’)
    - Itokah tina (‘Dwellers at the South’)
    - Okahmi otonwe (‘Village at the Bend’)
      - True Okahmi otonwe
      - Canska otina

    - Cankute (‘Shooters at tree’)
      - Ti Zaptan (‘Five Lodges’)
      - Okopeya (‘In danger’)

    - Manin tina (‘Those who pitched their tents away from the main camp’)
    - Keze (‘Barbed as a fishhook’, spöttische Bezeichnung von benachbarten Gruppen)
    - Kapoza (‘Those who travel with light burdens’)
    - Abdowapuskiyapi (‘Dry on their shoulders’)
      - Maka ideya (‘Prairie Fire’)
      - Wanmdiupi duta (‘Red Eagle Feather’)
      - Wanmdi nahoton (‘Sounding Eagle’)

  - Wahpeton (von Waȟpéthuŋwaŋ – ‘Dwellers Among the Leaves’)
    - Inyan ceyaka atonwan (‘Village at the Rapid’)
    - Takapsicaotonwan (‘Those who swell at the Shinny-ground’)
    - Wiyaka otina (‘Dwellers on the Sand’)
    - Otehi otonwe (‘Village on the Thicket’)
    - Wita otina (‘Dwellers in the Island’)
    - Wakpa otonwe (‘Village on the River’)
    - Can Kaga otina (‘Dwellers in Log’)

Nakota (auch Westliche Dakota genannt)
- Yankton (von Iháŋktȟuŋwaŋ, Ihanke-towan – ‘Village at the End’)[11][12]
  - Chankute
  - Chagu
  - Wakmuhaoin
  - Ihaisdaye
  - Wacheunpa
  - Ikmun
  - Oyateshicha
  - Washichunchincha
- Yanktonai (von Iháŋktȟuŋwaŋna, Ihanke-towan-na – ‘Little Village at the End’)[13]
  - Upper Yanktonai oder Wičhíyena (‘Those Who Speak Like Men’ – ‘Jene, die wie Männer reden’)[14]
    - Wazikute (‘Shooters Among the Pines’)
    - Takini (‘Improved in condition as a lean animal’)
    - Cikcitcena oder Shikshichena (‘Bad ones of different sorts’)
    - Bakihon (‘Gash themselves with knifes’)
    - Kiyuksa (‘Breaker of the marriage law or custom’)
    - Pabaksa (Paksa, Natakaksa – ‘to cut off the head’, daher ‘Cuthead’ genannt,[15] ursprünglich Sisseton, schlossen sich den Lower Yanktonai an, nördlichste und bedeutendste Gruppe)[16]
    - siebte Gruppe (Name nicht überliefert)

  - Lower Yanktonai oder Hunkpatina (‘Dwellers at the camp circle entrance’)
    - Hunkpatina (auch Putetemini genannt – ‘Sweat lips’)
    - Cuniktceka oder Shungikcheka (‘Common dogs’)
    - Takhuha Yuta (‘Eaters of hide scrapings’)
    - Sanona oder Sanone (‘Shoots at some white object’)
    - Ihasha (‘Red lips’)
    - Iteghu (‘Burnt faces’)
    - Pteyutecni oder Pteyuteshni (‘Eat no buffalo cows’)
- Assiniboine (Nakoda, Nakoda Oyadebi, Stoney oder Plains Nakoda genannt, trennten sich Mitte des 17. Jahrhunderts von den Wazikute Upper Yanktonai, wurden daher von den nun feindlichen Sioux Hohe – ‘Rebellen’ genannt, Verbündete der Stoney und Plains Cree und Plains Ojibwa[17])[18]
  - Aegitina (‘Camp Moves to the Kill’)
  - Bizebina (‘Gophers’ – ‘Erdhörnchen’)
  - Cepahubi (‘Large Organs’)
  - Canhdada (‘Moldy People’ – ‘Lumpiges, schäbiges Volk’)
  - Canhewincasta (‘Wooded-Mountain People’ oder ‘Wood Mountain People’ – ‘Volk, das in Wood Mountain, Saskatchewan, lebt’)
  - Canknuhabi (‘Ones That Carry Their Wood’ – ‘Jene, die ihr BrennHolz tragen’)
  - Hudesabina (‘Red Bottom’ oder ‘Red Root’ – ‘Roter Boden, Rote Erde’ oder ‘Rote Wurzel’, spalteten sich 1844 von den Wadopabina ab)
  - Hebina (Ye Xa Yabine, ‘Rock Mountain People’ – ‘Berg-Volk’, oft als Strong Wood oder Thickwood Assiniboine bezeichnet, entwickelten sich später zu den Mountain Stoney)
  - Huhumasmibi (‘Bone Cleaners’ – ‘Jene, die die Knochen reinigen’)
  - Huhuganebabi (‘Bone Chippers’ – ‘Jene, die die Knochen abschlagen, splittern’)
  - Hen atonwaabina (‘Little Rock Mountain People’ – ‘Volk der Little Rocky Mountains’)
  - Inyantonwanbina (‘Stone People’ oder ‘Rock People’ – ‘Stein- oder Fels-Volk’, entwickelten sich später zu den Stoney)
  - Inninaonbi (‘Quiet People’ – ‘Schweigsames, ruhiges Volk’)
  - Insaombi (‘The Ones Who Stay Alone’ – ‘Diejenigen, die allein unter sich bleiben’, auch Cypress Hills Assiniboine genannt[19])
  - Indogahwincasta (‘East People’ – ‘Östliches Volk’)
  - Minisose Swnkeebi (‘Missouri River Dog Band’)
  - Minisatonwanbi (‘Red Water People’)
  - Osnibi (‘People of the Cold’ – ‘Volk aus der Kälte’)
  - Ptegabina (‘Swamp People’ – ‘Sumpfland-Volk’)
  - Sunkcebi (‘Dog Band’)
  - Sahiyaiyeskabi (‘Cree-Speakers’ – ‘Cree-Sprecher’, auch Cree-Assiniboine / Young Dogs genannt)
  - Snugabi (‘Contrary People’ – ‘Volk, das die Dinge umgekehrt, entgegengesetzt macht’)
  - Sihabi (‘Foot People’ – ‘Volk, das zu Fuß geht’)
  - Tanidabi (‘Buffalo Hip’ – ‘Büffelhüfte’)
  - Tokanbi (Strangers – ‘Fremdartige, Seltsame’)
  - Tanzinapebina (‘Owners of Sharp Knives’ – ‘Jene, die scharfe Messer besitzen’)
  - Unskaha (‘Roamers’ – ‘Wanderer’)
  - Wadopabina (‘Canoe Paddlers’ – ‘Jene, die Canadier paddeln’, d. h. ‘Jene, die mit einem Kanu reisen’)
  - Wadopahnatonwan (‘Canoe Paddlerrs Who Live on the Prairie’ – ‘Jene Kanu-Paddler, die auf den Plains leben’)
  - Wiciyabina (‘Ones That Go to the Dance’ – ‘Jene, die zum Tanz gehen’)
  - Waziyamwincasta (‘People of the North’ – ‘Volk aus dem Norden’)
  - Wasinazinyabi (‘Fat Smokers’)
  - Wokpanbi (‘Meat Bag’ – ‘Fleischbeutel’)[20]
- Stoney (nannten sich Nakoda oder Îyârhe Nakodabi – ‘Rocky Mountain Sioux’,[21] ‘Stoney Nakoda’, trennten sich im 18. Jahrhundert von den Assiniboine, erbitterte Feinde der Sioux, Verbündete der Assiniboine und Plains Cree und Plains Ojibwa)[22][23]
  - Wood Stoney (Chan Tonga Nakoda- ‘Big Woods People’, oft auch als Swampy Ground Assiniboine bezeichnet, nördliche Gruppe)
    - Alexis' band
    - Paul's band

  - Mountain Stoney (Ye Xa Yabine Nakoda oder Hebina – ‘Rock Mountain People’, oft auch als Strong Wood Assiniboine, Thickwood Assiniboine bezeichnet, südliche Gruppe)
    - Wesley's (Goodstoney's) band
    - Chiniki's band
    - Bearspaw's band
    - Sharphead's band (Chipos Ostikwan's Nakoda, Wolf Creek Stoney oder Pigeon Lake Stoney, oft auch als Plains Assiniboine bezeichnet)

Lakota (auch Teton genannt, von Thítȟuŋwaŋ , Titonwan-kin – ‘Dwellers of the Plains’)
- Northern Lakota
  - Hunkpapa (von Húkpapȟa – ‘Camps at the Edge’, ‘End of Entrance’,‘Head of the Camp Circle’, ‘Camps at End of Horns’)[24]
    - Icira (‘Band that separated and went together again’)
      - Tinazipe Sica (‘Bad Bows’)
      - Talonapin (‘Raw Meat Necklace’)
      - Kiglaska (‘Tied in the Middle’)
      - Ceknake Okisela (‘Half Breechcloth’)
      - Siksicela (‘Bad Ones’)

    - Canka Ohan (‘Sore-Backs of horses’)
      - True Canka Ohan
      - Ce Ohba (Droopy Penis)
      - Wakan (‘Sacred’)
      - Hunska Canto-Juha (‘Legging Tobacco Pouch’)

  - Sihasapa (von Sihásapa – ‘Blackfeet’ oder ‘Blackfoot Sioux’, nicht mit den Algonkin-Blackfoot zu verwechseln)[25]
    - Sihasapa-Hkcha (‘Real Blackfoot’)
    - Kangi-shun Pegnake (‘Crow Feather Hair Ornaments’)
    - Glaglahecha (‘Slovenly’ or ‘Untidy’)
    - Wazhazha (‘Osage’)
    - Hohe (‘Rebellen’ – ‘Assiniboine’)
    - Wamnuga Owin (‘Cowrie-Shell Earrings’)
- Central Lakota[26]
  - Minneconjou (von Mnikȟówožu, Hokwoju – ‘Plants by the Water’)
    - Unkche yuta (‘Dung Eaters’)
    - Glaglaheca (‘Untidy’, ‘Slovenly’, ‘Shiftless’)
    - Shunka yute shni (‘Eat No Dogs’, spalteten sich von den Wanhin Wega ab)
    - Nige Tanka (‘Big Belly’)
    - Wakpokinyan (‘Flies Along the River’)
    - Inyan ha oin (‘Musselshell Earring’)
    - Siksicela oder Shikshichela (‘Bad Ones’, ‘Bad ones of different kinds’)
    - Wagleza-oin (‘Gartersnake Earring’)
    - Wanhin Wega (‘Broken Arrow’, die Shunka yute shni und Oóhenuŋpa spalteten sich ca. 1840 ab, letztere wurden unabhängig)

  - Itazipco (von Itázipčho, Itazipcola, Hazipco – ‘Those who hunt without bows’, franz. Sans Arc)
    - Itazipco-hca (‘Real Itazipco’)
    - Mini sala (‘Red Water’)
    - Sina luta oin oder Shinalutaoin (‘Red Cloth Earring’)
    - Woluta yuta (‘Eat dried venison from the hindquarter’, ‘Ham Eaters’)
    - Maz pegnaka (‘Wear Metal Hair Ornament’)
    - Tatanka Cesli oder Tatankachesli (‘Dung of a buffalo bull’)
    - Siksicela oder Shikshichela (‘Bad Ones’, ‘Bad ones of different kinds’)
    - Tiyopa Canupa oder Tiyopaoshanunpa (‘Smokes at the Entrance’)

  - Two Kettles (von Oóhenuŋpa, Oohenonpa – ‘Two Boiling’, einst Wanhin Wega-Minneconjou, ab ca. 1840 selbständig)[27]
    - Wanuwaktenula (‘Killed Accidentally’)
    - Sunka-yutesni (‘Eat No Dogs’)
    - Minisa-la (‘Red Water’, ursprünglich Itázipčho)
    - Oiglapta (‘Take All That Is Left’)
- Southern Lakota
  - Brulé (von Sičháŋǧu, Sicangu – ‘Burnt Thighs’)[28]
    - Upper Brulé (Heyata Wicasa Oyate – ‘Highland People’)
    - Lower Brulé (Kul Wicasa Oyate – ‘Lowland People’)
    - Brulé of the Platte

  - Oglala (‘Scatter Their Own’)
    - Oyúȟpe Thiyóšpaye
      - True Oyúȟpe (Oyúȟpe – ‘Broken Off’, führende Gruppe)
      - Wakȟáŋ (‘Holy’)
      - Makȟáiču

    - Oglála Thiyóšpaye
      - True Oglála
      - Čhaŋkȟahuȟaŋ
      - Hokayuta
      - Húŋkpathila
      - Itéšiča (‘Bad Face’)
      - Payabya (‘Shove Aside’)
      - Waglúȟe

    - Khiyáksa Thiyóšpaye
      - True Khiyáksa
      - Kuinyan
      - Tȟaphíšleča (‘Spleen’, ‘Melt’)

## Die Oceti Sakowin
Ursprünglich bildeten sieben Stämme der Sioux eine Allianz, die sie Oceti Sakowin oder Očhéthi Šakówiŋ (‘Das Feuer der sieben Stämme’, ‘Die sieben Ratsfeuer’) nannten.
Zu den Oceti Sakowin gehörten:
- Mdewakanton (Bdewákaŋthuŋwaŋ)
- Wahpekute (Waȟpékhute)
- Sisseton (Sisíthuŋwaŋ)
- Wahpeton (Waȟpéthuŋwaŋ)
- Yankton (Iháŋkthuŋwaŋ)
- Yanktonai (Iháŋkthuŋwaŋna)
- Teton (Thítȟuŋwaŋ) oder Lakota

Die Mdewakanton waren bis zum Aufstand der Östlichen Dakota 1862 in Minnesota der führende Stamm der Očhéthi Šakówiŋ, mussten aber als Folge der Niederlage, bei der sie große Verluste an Menschen und Kampfkraft erlitten, ihre Stellung innerhalb der Allianz an die größte Gruppe der Teton, den Oglala, abtreten.

## Heutige First Nations der Sioux
Die allgemein als Sioux bezeichneten Gruppen leben seit dem Ende des 19. Jahrhunderts in vielen Reservaten in den USA sowie in Kanada. Hier sollen jedoch nur die zum Oceti Sakowin oder Očhéthi Šakówiŋ (‘Das Feuer der sieben Stämme’, ‘Die sieben Ratsfeuer’) gehörenden Lakota, Dakota, Nakota (ohne Stoney und Assiniboine) berücksichtigt werden, die Situation der Stoney und Assiniboine wird nur kurz wiedergegeben.
Die meisten der heute ca. 9.000 Mitglieder der Stoney (Stand: Oktober 2012) leben in fünf größeren und mehreren kleineren Reservaten im Südwesten von Alberta: die ca. 5.200 Nachfahren der Mountain Stoney gehören heute der Stoney Nakoda First Nation an (bestehend aus den Bearspaw-, Chiniki- und Wesley First Nations), von denen der Großteil im Stoney Nakoda Nation Reservat mit Morley als Verwaltungssitz lebt. Die ca. 3.800 Nachfahren der Wood Stoney bilden die heutigen Alexis Nakota Sioux Nation und Paul First Nation und leben in mehreren Reservaten westlich von Edmonton.
Heute leben die Assiniboine in zwei Reservaten in den USA und in verschiedenen Reservaten in Kanada, wobei es gegenwärtig in Saskatchewan nur zwei Assiniboine First Nations gibt, die weiteren drei Assiniboine-Gruppen innerhalb der Provinz bilden mit anderen Gruppen (meist Cree und Salteaux) zusammen First-Nations, die sich die Reservate teilen; in Manitoba gibt es keinerlei Reservate mit Assiniboine. Die in Alberta lebende Aseniwuche Winewak Nation ist zurzeit von der kanadischen Regierung nicht als First Nation anerkannt.
Vereinigte Staaten – North Dakota
- Standing Rock Sioux Tribe[35] (die Standing Rock Reservation mit Verwaltungssitz Fort Yates, ND, ist die nördlichste der aus der Großen Sioux-Reservation[36] hervorgegangenen Reservationen, die 1889 geschaffen wurden. Die Reservation, ca. 9.200 km² groß, liegt beiderseits der Grenze von North und South Dakota und wird südlich von der Cheyenne River Reservation, im Norden vom Cannonball River und im Osten vom Lake Oahe, dem aufgestauten Missouri River, begrenzt, zudem durchfließt der Grand River den Südteil des Reservats, im Reservat befindet sich das Grab von Sitting Bull sowie eine Gedenkstätte für Sacajawea, Stammesgruppen: Nakota, Lakota, Stämme: Yanktonai: Cutheads (Pabaksa, Paksa oder Natakaksa) der Upper Yanktonai (Ihanktonwana) und Gruppen der Lower Yanktonai (Hunkpatina), leben meist im North Dakota-Teil des Reservats. Lakota: Hunkpapa und Sihasapa (Blackfeet), leben heute meist im South Dakota-Teil des Reservats, 2005 lag die Arbeitslosenquote bei 86,00 %, Stammesmitglieder gesamt (Weiße und Indianer): 16.420 (davon 12.828 Sioux), hiervon leben 8.217, darunter 6.414 Sioux, im Reservat)[37]
- Spirit Lake Tribe (Mni Wakan Oyate)[38]  (die Spirit Lake Reservation (vormals: Devil's Lake Reservation), umfasst ca. 1.049 km², das größte Gewässer ist der Devils Lake, mit ca. 900 km² der größte Natursee des Staates, der sich über 320 km erstreckt, bedeutendster Fluss ist der Sheyenne River, der das Reservat auf ca. 80 km durchfließt und im Süden begrenzt. Verwaltungssitz: Fort Totten, North Dakota, Stammesgruppen: Dakota, Nakota, Stämme: Dakota: Sisseton (Sisituwan), Wahpeton und andere Gruppen. Yanktonai: Cutheads (Pabaksa, Paksa oder Natakaksa) der Upper Yanktonai (Ihanktonwana), Stammesmitglieder gesamt (Weiße und Indianer): 6.748, hiervon leben 4.238, darunter 3.587 Sioux, im Reservat)

Vereinigte Staaten – South Dakota
- Sisseton-Wahpeton Oyate of the Lake Traverse Reservation[39] (die Lake Traverse Reservation liegt im NO von South Dakota sowie einem kleinen Streifen im SW von North Dakota. Verwaltungssitz: Agency Village, nahe Sisseton, South Dakota, Stammesgruppe: Dakota, Stämme: Sisseton, Wahpeton, Stammesmitglieder gesamt (Weiße und Indianer): 66.020 (davon 9.958 Sioux), hiervon leben 10.922, darunter 4.393 Sioux, im Reservat)
- Flandreau Santee Sioux Tribe[40] (die Flandreau Indian Reservation mit Verwaltungssitz Flandreau, South Dakota, umfasst ca. 10,11 km² Land entlang des Big Sioux River, Moody County, auf der Hochebene namens Coteau des Prairies im Südosten von South Dakota, Stammesgruppe: Dakota, Stämme: Mdewakanton, Wahpekute, Wahpeton, Stammesmitglieder gesamt (Weiße und Indianer): 6.904 (davon 1.401 Sioux), hiervon leben 418, darunter 371 Sioux, im Reservat)
- Yankton Sioux Tribe[41] (auch Ihanktonwan Dakota Oyate, die Yankton Reservation umfasst ca. 1.772 km² und liegt im äußersten Südosten von South Dakota, im Süden bildet der Missouri River zugleich die Reservats als auch die Bundesstaatsgrenze zu Nebraska, Verwaltungssitz ist Marty, Stammesgruppe: Nakota, Stamm: Yankton sowie einige Yanktonai, Stammesmitglieder gesamt (Weiße und Indianer): 15.594 (davon 4.510 Sioux), hiervon leben 6.465, darunter 1.396 Sioux, im Reservat)
- Rosebud Sioux Tribe of the Sicangu Oyate[42] (auch Sičháŋǧu Oyate, Sicangu Lakota oder Upper Brulé Sioux Nation, die Rosebud Indian Reservation mit dem Verwaltungssitz Rosebud, umfasst ca. 3.571 km² im äußersten Süden von South Dakota und grenzt hier an die South Dakota-Nebraska-Grenze, im Osten durchfließt der Keya Paha River und im Westen der Little White River das Reservat, Stammesgruppe: Lakota, Stämme: Upper Brulé (Heyata Wicasa Oyate – ‘Highland People’), Brulé of the Platte, einige Oglala sowie einige mit Dakota-Ponca-Abstammung, die sich heute als Ponca[43] identifizieren, Stammesmitglieder gesamt (Weiße und Indianer): 20.481 (davon 18.443 Sioux), hiervon leben 10.869, darunter 9.809 Sioux, im Reservat)
- Oglala Sioux Tribe[44] (auch Oglala Lakota Nation, die Pine Ridge Reservation (Wazí Aháŋhaŋ Oyáŋke oder Oglala Oyanke) mit Verwaltungssitz Pine Ridge und ca. 11.000 km² Fläche, liegt im Südwesten von South Dakota an der Grenze zu Nebraska, der White River durchfließt diese im Westen und bildet die Grenze im Norden, im äußersten Nordwesten grenzt sie an den Cheyenne River, das Reservat gilt als der ärmste Landstrich innerhalb der USA, die Arbeitslosenquote in dem Reservat liegt bei 85,00 %, im Reservat befindet sich die Gedenkstätte sowie der Ort des Massakers von Wounded Knee als auch Teile des Badlands-Nationalparks, Stammesgruppe: Lakota, Stämme: Oglala, einige Upper Brulé (Heyata Wicasa Oyate – ‘Highland People’), ca. 35.000 bis 40.000 Stammesmitglieder (Weiße und Indianer, davon ca. 50,00 % Sioux), leben im Reservat, ein Drittel der Reservatsbewohner geben Lakȟótiyapi als ihre Muttersprache an)
- Lower Brule Sioux Tribe[45] (die Lower Brule Reservation mit Verwaltungssitz in Lower Brule, SD, umfasst ca. 537 km² sowie fast 130 km Ufer des Lake Sarpe, das Reservat grenzt im Osten an die Crow Creek Indian Reservation, beide Reservate werden durch den Missouri River getrennt, Stammesgruppe: Lakota, Stamm: Lower Brulé (Kul Wicasa Oyate), ca. 1.308 Stammesmitglieder leben im Reservat)
- Crow Creek Sioux Tribe (die Crow Creek Indian Reservation mit Verwaltungssitz in Fort Thompson umfasst ca. 1.092 km² und liegt in der Mitte South Dakotas entlang des Ostufers des Missouri River, am Westufer liegt die Lower Brule Reservation, Stammesgruppen: Dakota, Nakota, Stämme: Mdewakanton (People of Spirit Lake), Yankton (Ihanktonwan – People of the End) sowie einige Lower Yanktonai (Hunkpatina), Stammesmitglieder gesamt (Weiße und Indianer): 22.364 (davon 5.659 Sioux), hiervon leben 2.010, darunter 1.821 Sioux, im Reservat)
- Cheyenne River Sioux Tribe[46] (die Cheyenne River Indian Reservation mit über 12.141 km² liegt in der Mitte von South Dakota, drei große Flüsse – der Missouri River (Mni Sose – ‘Turbid Water’ oder ‘Rolly Water’), Cheyenne River und der Moreau River (Hinhan Wakpa – ‘Owl River’) – durchfließen diese, im Norden wird sie durch die Standing Rock Reservation begrenzt, im Osten durch den Missouri River sowie im Süden durch den Cheyenne River, Verwaltungssitz: Eagle Butte, SD, Stammesgruppe: Lakota, Stämme: Minneconjou (Minnecojou oder Mnikoju), Two Kettles (Oohenumpa oder Owohe Nupa), Itazipco  (Itazipa Cola – Sans Arc oder Without Bows), Sihasapa (Siha Sapa – Blackfeet), Stammesmitglieder gesamt (Weiße und Indianer): 16.192 (davon 12.662 Sioux), hiervon leben 8.090, darunter 6.331 Sioux, im Reservat)
- Standing Rock Sioux Tribe (siehe Anmerkung unter North Dakota)

Vereinigte Staaten – Minnesota
- Upper Sioux Community - Pejuhutazizi Oyate[47] (die heutige Bezeichnung als Upper Sioux rührt daher, dass die Sisseton und Wahpeton zusammen als upper bands der Dakota bezeichnet wurden, die Upper Sioux Indian Reservation (Pejuhutazizi Kapi – ‘The place where they dig for yellow medicine’) mit Verwaltungssitz ca. 8 km südlich von Granite Falls umfasst ca. 5,82 km² Fläche im Südwesten von Minnesota, Stammesgruppe: Dakota, Stämme: Sisseton, Wahpeton, Mdewakanton, Stammesmitglieder gesamt: 350, davon leben ca. 200 im Reservat)[48]
- Lower Sioux Indian Community[49] (die Bezeichnung als Lower Sioux rührt daher, dass die Mdewakanton and Wahpekute zusammen oft als die lower bands der Dakota bezeichnet wurden, die Lower Sioux Indian Reservation liegt im Minnesota River Valley (Cansa’yapi – ‘where they marked the trees red’), im Redwood County im mittleren Südwesten von Minnesota und umfasst ca. 7,05 km², jenseits des Minnesota Rivers befindet sich Birch Coulee, der Schauplatz der Niederlage einer kleinen Abteilung unter Major Joseph R. Brown am 2. September 1862 während des Sioux-Aufstands von 1862, Verwaltungssitz liegt ca. 3,20 km südlich von Morton, Stammesgruppe: Dakota, Stämme: Mdewakanton, Wahpekute, Stammesmitglieder gesamt: ca. 930, davon leben mehr als die Hälfte auf der Reservation)
- Shakopee Mdewakanton Sioux Community[50] (auch Shakopee Mdewakanton Dakota Community oder Shakopee Tribe, die Shakopee Mdewakanton Indian Reservation (vormals: Prior Lake Indian Reservation) umfasst ca. 13,60 km² in den Städten Prior Lake und Shakopee, Scott County im Süden von Minnesota südlich des Minnesota Rivers, ca. 30 km südwestlich der Twin Cities, der Stamm wurde nach Häuptling Sakpe (sprich: ‘Shock-pay’ – Sechs) benannt, der Anführer eines tiwahe namens Teen-tah-o-tan-wa östlich der heutigen Stadt Shakopee war, Stammesgruppe: Dakota, Stämme: Mdewakanton, Wahpekute)
- Prairie Island Indian Community[51] (die Prairie Island Indian Community (Tinta Winta) liegt entlang der bewaldeten Ufern des Mississippi River und Vermillion River, in und in der Umgebung der Stadt Red Wing im Goodhue County im Südosten von Minnesota an der Grenze zu Wisconsin, zusätzlich besitzt der Stamm noch Land außerhalb der eigentlichen Reservation, wodurch sich die Größe des Stammeslandes auf ca. 4,32 km² fast verdoppelt: in Red Wing und im Welch Township, Goodhue County, sowie im Ravenna Township, östliches Dakota County, Stammesgruppe: Dakota, Stämme: Mdewakanton, Wahpekute, Stammesmitglieder gesamt: ca. 800, von denen ca. 200 auf der Reservation leben)
- Minnesota Chippewa Tribe[52] (meist Anishinabe (Chippewa in den USA, Ojibwe in Kanada genannt), viele mit Santee-Dakota-Abstammung, die jedoch heute sich als Ojibwe identifizieren, der Stamm unterteilt sich in sechs Bands, viele von den Ojibwe dominierten und inkorporierten Gruppen können im Allgemeinen durch die individuelle Odoodeman (Clans, singl. odoodem) identifiziert werden: dem Ma'iingan (Wolf Clan), Maanameg (Catfish Clan) und Nibiinaabe (Merman Clan, heute meist ein Clan der Winnebago) gehören oft Nachfahren von Mdewakanton und Wahpekute der Dakota an)
  - Bois Forte Band of Chippewa[53] (Zagaakwaandagowininiwag – ‘Men of the Thick Fir-woods’, meist falsch verkürzt zu Zagwaandagaawininiwag – ‘Men of the Thick Boughs’, einst eine Gruppe der Lake Superior Chippewa oder Gichigamiwininiwag)
  - Fond du Lac Band of Lake Superior Chippewa[54] (Wayekwaa-gichigamiing Gichigamiwininiwag – ‘Lake Superior Men at the far end of the Great Lake’)
  - Grand Portage Band of Chippewa[55] (einst eine Gruppe der historischen Großgruppe der Lake Superior Chippewa oder Gichigamiwininiwag)
  - Leech Lake Band of Ojibwe[56] (auch Leech Lake Band of Chippewa Indians, Leech Lake Band of Minnesota Chippewa Tribe oder Gaa-zagaskwaajimekaag Ojibweg)
  - Mille Lacs Band of Ojibwe[57] (auch Mille Lacs Band of Chippewa Indians (‘Misi-zaaga'igani Anishinaabeg’) oder Mille Lacs and Snake River Band of Chippewa (‘Misi-zaaga'iganiwininiwag’), stammen sowohl von Ojibwe als auch von Dakota ab, alle Trommeln der Mille Lacs Band sind Dakota-Ursprungs, die Gesänge und Melodien sind auch typisch für die Dakota, jedoch wurden die Texte in Ojibwe übersetzt und in dieser Sprache auch gesungen, alle Stammesmitglieder identifizieren sich heute als Ojibwe, auch die mit Dakota-Abstammung)
    - Mille Lacs Band of Mdewakanton Dakota (Mdewakanton und Wahpekute der Santee, die vor der Niederlage bei Kathio Historic District (Battle of Kathio) entlang dreier Seen (Ogechie, Shakopee und Onamia) am Oberlauf des Rum River (Wakpa Wahkon – ‘Spirit River’) sowie entlang des Südufers des Mille Lacs Lake (Mde Wahkon – ‘Spirit Lake’) lebten, die meisten Dakota zogen hiernach nach Süden und Westen, die zurückblieben, schlossen Frieden, identifizierten sich ab nun als Ojibwe, die Ojibwe übernahmen im Gegenzug die heiligen Gebräuche und Gesänge bezüglich des Mille Lacs Lake)[58]
    - Mille Lacs Band of Mississippi Chippewa (einst eine Gruppe der mächtigen Mississippi River Band of Chippewa Indians oder Gichi-ziibiwininiwag)
    - Mille Lacs Band of Border-sitter Chippewa (auch St. Croix Chippewa Indians of Minnesota, einst eine Gruppe der historischen St. Croix Band of Lake Superior Chippewa (Manoominikeshiinyag – ‘Ricing Rails’), einer Gruppe der Border Sitters (‘Biitan-akiing-enabijig’), die wiederum eine große Untergruppe der Lake Superior Chippewa oder Gichigamiwininiwag waren; wegen ihrer engen Beziehung zu benachbarten Dakota, wurden die Knife, Rice, Rush, Snake, Sunrise und Apple River Bands als Ojibwe und als Dakota angesehen, Mitglieder dieser Bands trugen (tragen) oft Dakota-Namen und gehören dem Ma'iingan (Wolf) Doodem an, Häuptlinge wie Sakpe (Shak'pi, meist Shackopee) unterzeichneten Verträge sowohl als Ojibwe als auch als Dakota)

  - White Earth Band of Ojibwe[59] (auch White Earth Nation oder Gaa-waabaabiganikaag Anishinaabeg)
- Mendota Mdewakanton Dakota Community[60] (weder auf Bundesebene (federally recognized) noch vom Bundesstaat Minnesota (state recognized) als Stamm (tribe) anerkannt, Letter of Intent to Petition 4/11/1996)

Vereinigte Staaten – Nebraska
- Santee Sioux Nation[61] (auch Santee Sioux Tribe of Nebraska,[62] die Santee Sioux Reservation umfasst ca. 447,84 km² im Knox County, im Norden durch den Missouri River begrenzt erstreckt sie sich südwärts über ca. 27 km, sowie von Ost nach West über ca. 21 km. Die Mehrheit der Bevölkerung wohnt im Dorf Santee entlang des Missouri River im Nordwesten der Reservation, Verwaltungssitz ist Niobrara, Nebraska, Stammesgruppe: Dakota, Stämme: Mdewakanton, Wahpekute, ca. 878 Stammesmitglieder lebten 2000 auf der Reservation, hiervon waren 64,10 % Indianer (meist Sioux) und 33,70 % Weiße)

Vereinigte Staaten – Montana
- Fort Peck Assiniboine & Sioux Tribes[63] (die Fort Peck Indian Reservation mit Verwaltungssitz in Poplar erstreckt sich im Nordosten Montanas nördlich des Missouri Rivers von West nach Ost ca. 180 km und von Süden nach Norden ca. 65 km und umfasst ca. 8.290 km², Stammesgruppen: Lakota, Dakota, Nakota, Stämme: Hunkpapa, Cutheads (Pabaksa, Paksa oder Natakaksa) der Upper Yanktonai (‘Ihanktonwana’), Sisseton, Wahpeton sowie folgende Gruppen der Assiniboine: Hudesabina (‘Red Bottom’), Wadopabina (‘Canoe Paddler’), Wadopahnatonwan (‘Canoe Paddlerrs Who Live on the Prairie’), Sahiyaiyeskabi (‘Plains Cree-Speakers’), Inyantonwanbina (‘Stone People’) und die Fat Horse Band,[64] von den ca. 11.786 Stammesmitgliedern leben rund 6.000 auf der Reservation)

Kanada – Manitoba
Dakota Ojibway Tribal Council
- Birdtail Sioux First Nation (der Verwaltungssitz Beulah befindet sich auf dem bevölkerungsreichsten und größten Reservat Birdtail Creek #57, ca. 96 km nordwestlich von Brandon, das direkt am Assiniboine River im Südwesten von Manitoba liegt, Stammesgruppe: Dakota, Stämme: Mdewakanton, Wahpekute sowie einige Yanktonai, Reservate: Birdtail Creek #57, Birdtail Hay Lands #57A, Fishing Station #62A,[65] ca. 28,85 km², von den 805 Stammesmitgliedern leben 410 auf der Reservation)

Independent First Nations
- Canupawakpa First Nation[66] (auch Canupawakpa Dakota Nation, die First Nation lebt ca. 72 km südwestlich von Brandon, ca. 27 km südlich von Virden, Manitoba sowie 6 km nördlich von Pipestone, Manitoba, dem Verwaltungssitz. Die Stammesmitglieder haben ihre Sprache beibehalten und ihre Kultur bewahrt. Stammesgruppen: Dakota, Nakota, Stämme: Wahpekute, Wahpeton, Yanktonai, Reservate: Canupawakpa Dakota First Nation, Fishing Station #62A, Oak Lake #59A, ca. 11,53 km², von den 661 Stammesmitgliedern leben 298 auf den Reservationen)
- Dakota Plains First Nation (auch Dakota Plains Wahpeton First Nation, Verwaltungssitz ist Portage la Prairie, ca. 70 km westlich von Winnipeg am Assiniboine River nahe dem Lake Manitoba, das größte Reservat #6A befindet sich ca. 30 km südwestlich von Portage la Prairie und 104 km südwestlich von Winnipeg, 1972 teilte sich die Siedlung Sioux Village nahe Portage La Prairie in zwei First Nations – die Dakota Tipi First Nation, nahe Portage La Prairie und Dakota Plains First Nation, welche an die Long Plain First Nation grenzt, Stammesgruppe: Dakota, Stämme: Wahpeton, Sisseton, Reservat: Dakota Plains #6A, ca. 5,30 km², von den 260 Stammesmitgliedern leben 163 auf der Reservation)
- Dakota Tipi First Nation[67] (1972 teilte sich die Siedlung Sioux Village nahe Portage La Prairie in zwei First Nations – die Dakota Tipi First Nation, nahe Portage La Prairie, ca. 80 km westlich von Winnipeg, und Dakota Plains First Nation, welche an die Long Plain First Nation grenzt, die Stammesmitglieder sprechen Dakota, jedoch die meisten bevorzugen Canadian English, Stammesgruppe: Dakota, Stamm: Wahpeton, Reservat: Dakota Tipi #1, ca. 0,59 km²)
- Sioux Valley Dakota First Nation[68] (vormals: Oak River Sioux Band, für die heutige First Nation wurde 1873 unter der Führung von Wambdiska (Dolmetscher), Tahampagda (Rattling Moccasins) und dem Häuptling Taninyanhdinazin (Came into sight)  43 km nordwestlich von Brandon, Manitoba, das Oak River Reserve (‘Wipazoka Wakpa’, später Sioux Valley Dakota Nation genannt) errichtet, Verwaltungssitz ist Griswold, Manitoba, Stammesgruppe: Dakota, Stämme: Sisseton, Wahpeton, sowie einige Mdewakanton und Wahpekute, Reservate: Fishing Station #62A, Sioux Valley Dakota Nation, ca. 42,01 km², von den 2.434 Stammesmitgliedern leben 1.368 auf der Reservation)

Kanada – Saskatchewan
File Hills Qu'Appelle Tribal Council
- Wood Mountain Dakota First Nation (auch als Moose Jaw Sioux bekannt, ihr einziges Reservat liegt ca. 135 km südwestlich von Moose Jaw, Saskatchewan, der Verwaltungssitz ist Assiniboia 110 km südwestlich von Moose Jaw, Stammesgruppe: Lakota, Stamm: Hunkpapa, Reservat: Wood Mountain #160, ca. 23,76 km², von den 264 Stammesmitgliedern leben 8 auf der Reservation)
- Standing Buffalo Dakota First Nation[70] (benannt nach Häuptling Tatankanaje (Standing Buffalo), der zusammen mit Häuptling Wapahska (Whitecap), nach dem Sioux-Aufstand von 1862 in Minnesota nach Norden in die Plains von Kanada floh, liegt das Reservat der First Nation ca. 8 km nordwestlich von Fort Qu'Appelle im Süden von Saskatchewan, Verwaltungssitz ist Fort Qu'Appelle, Stammesgruppe: Dakota, Stämme: Sisseton, Wahpeton, einige Wahpekute, Reservat: Standing Buffalo #78, ca. 22,46 km², von den 1.212 Stammesmitgliedern leben 444 auf der Reservation)

Saskatoon Tribal Council
- Whitecap Dakota First Nation #94[72] (vormals: Moose Woods Sioux Band, Häuptling Wapahska (Whitecap) floh zusammen mit Häuptling Tatankanaje (Standing Buffalo) nach dem Sioux-Aufstand von 1862 nach Norden in die Plains von Kanada, Ende der 1860er jagte diese Stammesgruppe vom heutigen Saskatoon am South Saskatchewan River nordwestlich bis zum North Saskatchewan River sowie westwärts bis zu den Cypress Hills in Alberta, traditionellen Stammesgebieten ihrer vormaligen Feinde – der Plains Assiniboine und Plains Cree, das heutige Reservat Whitecap #94 liegt 29 km südlich von Saskatoon entlang des Chief Whitecap Trail (Hwy 219), im Westen wird es durch den South Saskatchewan River und im Osten durch die Dundurn Militärbasis (CFAD Dundurn) begrenzt, Verwaltungssitz ist Whitecap, Saskatchewan, Stammesgruppe: Dakota, Stämme: Wahpeton, Sisseton, Reservat: Whitecap #94, ca. 18,95 km², von den 600 Stammesmitgliedern leben 283 auf der Reservation)

Prince Albert Grand Council (PAGC)
- Wahpeton Dakota First Nation (vormals: Round Plain Sioux Band, die Vorfahren der heutigen First Nation jagten im kanadisch-amerikanischen Grenzgebiet, bevor sie unter Häuptling Hupa-yaktao 1878 ins Gebiet rund ums heutige Prince Albert am North Saskatchewan River zogen, die beiden Reservate liegen ca. 15 km nordwestlich von Prince Albert, Saskatchewan, Stammesgruppen: Dakota, Westliche Saulteaux, Stämme: Wahpeton, Saulteaux (eine Gruppe der Anishinabe), Reservate: Wahpaton #94A, #94B, ca. 15,47 km², von den 489 Stammesmitgliedern leben 294 auf den Reservationen)

Southeast Treaty #4 Tribal Council (SET4)
- White Bear First Nations[74] (Häuptling Wahpemakwa unterzeichnete 1875 den Treaty No. 4 für seine aus 24 Familien und 82 Mitglieder zählende Gruppe, das Hauptreservat White Bear #70 der First Nations liegt 13 km nördlich von Carlyle in Saskatchewan entlang des Highway 9, Stammesgruppen: Cree, Westliche Saulteaux, Assiniboine (Nakota) und Dakota, heute werden noch Cree, Saulteaux (Nakawēmowin)[75] und Assiniboine (Nakota)[76] gesprochen, Reservate: Pheasant Rump #68 (10 km nördlich von Kisbey), Treaty 4 Reserve Grounds #77 (westlich angrenzend zu Fort Qu'Appelle), White Bear #70 (30 km nördlich von Carlyle), ca. 172,30 km², von den 2.493 Stammesmitgliedern leben 826 auf den Reservationen)